# جوان إس. فالنتاين
جوان إس. فالنتاين (بالإنجليزية: Joan S. Valentine)‏ هي عالمة كيمياء حيوية وكيميائية أمريكية، ولدت في 1945 في أوبورن في الولايات المتحدة.